# لائوتارو دی لویو
لائوتارو دی لویو (انگلیسی: Lautaro Di Lollo؛ زادهٔ ۱۰ مارس ۲۰۰۴) بازیکن فوتبال اهل آرژانتین است که در حال حاضر برای بوکا جونیورز در پست مدافع بازی می‌کند.
وی همچنین در تیم ملی فوتبال زیر ۲۰ سال آرژانتین بازی کرده است.

## دوران باشگاهی
او در ژوئیه ۲۰۲۲ اولین قرارداد حرفه‌ای خود را با بوکا جونیورز امضا کرد؛ قراردادی چهار ساله تا سال ۲۰۲۶. این مدافع در ترکیب تیم اول در بازی‌های مقابل استودیانتس LP، باشگاه فوتبال آرژانتینوس جونیورز و باشگاه ورزشی تایریس در سال ۲۰۲۲ در جایگاه نیمکت نشین حضور داشت. در اکتبر ۲۰۲۲، دی لولو یکی از گلزنان در مسابقه‌ای بود که تیم ذخیره بوکا جونیورز قهرمان تورنمنت ذخیره ۲۰۲۲ شد.

## دوران ملی
او توسط خاویر ماسکرانو برای حضور در تیم زیر ۲۰ سال تیم ملی فوتبال زیر ۲۰ سال آرژانتین در قهرمانی زیر ۲۰ سال آمریکای جنوبی ۲۰۲۳ که در ژانویه و فوریه ۲۰۲۳ در کلمبیا برگزار شد، دعوت شد.